# Monastère de Sinjac
Le monastère de Sinjac (en serbe cyrillique : Манастир Сињац ; en serbe latin : Manastir Sinjac) est un monastère orthodoxe serbe situé à Sinjac, dans le district de Pirot et dans la municipalité de Bela Palanka en Serbie. Il est inscrit sur la liste des monuments culturels protégés de la république de Serbie (identifiant no SK 946),.

## Présentation
Le monastère, dédié à saint Nicolas et à saint Jean de Rila, est situé dans le vieux village de Sinjac et sur la rive gauche de la rivière Nišava.
Les archéologues Mihailo Valtrović et Dragutin Milutinović ont visité le site immédiatement après l'indépendance de la principauté de Serbie en 1878 ; ils ont pu dresser le pan de l'église du monastère en ruine et, se fondant une inscription datant les fresques de 1618, ils ont pu en conclure que l'édifice avait été construit avant cette date et qu'il avait été détruit lors de la guerre russo-serbo-turque de 1876.
L'église actuelle s'inscrit dans un plan tréflé ; la nef est surmontée en son centre par une coupole aveugle ; elle est prolongée par des absides demi-circulaires et précédée d'un narthex.
Elle abrite des fresques caractéristiques du XVIIe siècle, sans doute réalisées juste après la construction de l'édifice et considérées par les historiens de l'art comme figurant parmi les plus belles de l'est de la Serbie. Dans l'abside de l'autel est représenté un archiprêtre conduisant un processus et une peinture avec la Mère de Dieu et le Christ. Dans la coupole est figuré un Christ Pantocrator avec les Évangélistes et les Prophètes. Le cycle des Saintes Fêtes et de la Passion du Christ n'est que partiellement conservé.